# Изабел дьо Шариер
Изабел дьо Шариер (на френски: Isabelle de Charrière), с рождено име Изабела Агнета Елизабет ван Тюйл ван Серооскеркен (на нидерландски: Isabella Agneta Elisabeth van Tuyll van Serooskerken), известна и като Мадам де Шариер, е нидерландска и швейцарска писателка и композиторка от епохата на Просвещението, която прекарва втората половина от живота си в Коломбие, кантон Нюшател, Швейцария. Днес е известна най-вече с писмата и романите си, въпреки че пише и памфлети, музика и творби за театър. Интересува се живо от обществото и политиката на своята епоха, а творчеството ѝ по време на Френската революция се смята за особено интересно.

## Биография

### Младежки години
Изабел ван Тюйл ван Серооскеркен е родена в замъка Зуйлен близо до Утрехт в Нидерландия в семейството на Дидерик Якоб ван Тюйл ван Серооскеркен (1707 – 1776) и Якоба Хелена де Вик (1724 – 1768). Тя е най-голямото от общо седемте деца. Родителите ѝ са описани от шотландския писател Джеймс Босуел, тогава студент по право в Утрехт и един от ухажорите ѝ, като „един от най-древните благородници в Седемте провинции“ и „амстердамска дама с много пари“. През зимата двамата живеят в къщата си в Утрехт.
През 1750 г. Изабел е изпратена в Женева и пътува из Швейцария и Франция с френскоговорящата си гувернантка Жан-Луиз Прево, която е нейна учителка в периода 1746 – 1753 г. След като говори единствено френски в продължение на цяла година, тя трябва да научи отново нидерландски при завръщането си в Нидерландия. Въпреки това френският остава предпочитаният от нея език до края на живота ѝ, което помага да се обясни защо дълго време творчеството ѝ не е толкова известно в родната ѝ страна, колкото би могло да бъде.
Благодарение на либералните възгледи на родителите си, които ѝ позволяват да изучава математика, физика и езици, включително латински, италиански, немски и английски, Изабел получава много по-широко образование от обичайното за момичетата по онова време. По всичко личи, че е била талантлива ученичка. Винаги се е интересувала от музика и през 1790 г. започва да учи при композитора Николо Дзингарели.
На 14-годишна възраст се влюбва в римокатолическия полски граф Петер Дьонхоф. Той обаче не проявява интерес към нея. Разочарована, тя напуска Утрехт за 18 месеца. С порастването ѝ на сцената се появяват различни ухажори, които биват отхвърляни, защото обещават да я посетят, но не го правят, или се оттеглят, защото тя ги превъзхожда. Тя виждала в брака начин да получи свобода, но също така искала да се омъжи по любов.
Поканена специално от Ан Полексфен Дрейк, както и от съпруга ѝ генерал-лейтенант Джордж Елиът, да посети лондонския им дом на Кързън Стрийт, Мейфеър, Изабел наистина пристига с лодка от Хелевоетслуис до Харуич на 7 ноември 1766 г., придружена от брат си Дити, прислужницата си Доортие и камериера си Вител.

### Зрели години
През 1771 г. тя се омъжва за Шарл-Еманюел дьо Шариер де Пентхаз (1735 – 1808) и става известна като Изабел дьо Шариер. М. дьо Шариер, роден в Коломбие (близо до Ньошател), Швейцария, е бил частен учител на брат ѝ Вилем Рене в чужбина от 1763 до 1766 г. Двойката се установява в Коломбие. Ньошател се радва на свобода на вероизповеданията, което води до пристигането на много бежанци, сред които Жан-Жак Русо, Беа Луи дьо Мюра и Дейвид Уемис. Двойката прекарва значителен период от време и в Женева и Париж.
Дьо Шариер забогатява по съвременните стандарти през 1778 г., като отчасти наследява състоянието на родителите си, включващо близо 40% инвестиции в колониални компании като Нидерландската западноиндийска компания, Нидерландската източноиндийска компания, Британската източноиндийска компания и Южноморската компания, зависещи от доходоносното отвъдморско робство в плантациите. Според мнението на Дриенхуизен и Дузе в публикацията им от 2021 г. в писмата си и в романа си „Три жени“ (1795 – 1798) Дьо Шариер споменава робството безкритично. Обратният случай обаче е налице, докато тя пише за това, което нарича ужаси (horreurs) в колониите в писмо (номер 1894, от 1798 г.), така че тя не е безразлична към ексцесиите на робството, както подробно е описано от редакторката на кореспонденцията ѝ Сузан ван Дайк. в рамките на пет години след наследството си Дьо Шариер продава 70% от колониалните си инвестиции.

## Творчество
Изабел дьо Шариер пише романи, памфлети, пиеси и стихотворения и композира музика. Най-продуктивният ѝ период настъпва едва няколко години след началото на живота ѝ в Колумбие. Сред темите ѝ са религиозните ѝ съмнения, благородничеството и възпитанието на жените.
Първият ѝ роман, „Le Noble“, е публикуван през 1763 г. Той е сатира срещу аристокрацията и въпреки че е публикуван анонимно, скоро самоличността ѝ е разкрита и родителите ѝ изтеглят творбата от продажба. След това тя написва свой портрет за приятелите си: Portrait de Mll de Z., sous le nom de Zélide, fait par elle-même. 1762. През 1784 г. публикува две белетристични творби – Lettres neuchâteloises и Lettres de Mistriss Henley publiées par son amie. И двете са епистоларни романи – форма, която тя продължава да предпочита. През 1788 г. публикува първите си памфлети за политическата ситуация в Нидерландия, Франция и Швейцария.
Почитателка на философа Жан-Жак Русо, тя съдейства за посмъртното публикуване на неговите „Изповеди“ през 1789 г. По това време тя пише и свои памфлети за Русо.
По време на Френската революция редица благородници бягат в Ньошател и госпожа дьо Шариер се сприятелява с някои от тях. Но тя също така публикува произведения, в които критикува отношението на аристократите-бежанци, повечето от които според нея не са научили нищо от Революцията.
Нейните музикални творби са включени в том 10 на Œuvres complètes; те включват Six minuets pour deux violons, alto et basse [т.е, струнен квартет], dédiés à Monsieur le Baron de Tuyll de Serooskerken Seigneur de Zuylen (la Haye et Amsterdam: B. Hummel et fils, 1786); 9 Sonates voor klavecimbel и 10 Airs et Romances (Paris: chez M. Bonjour, 1788-1789), за които тя пише както поезия, така и музика. По-голямата част от музиката ѝ е изпълнявана в частния кръг на нейния салон в Льо Понте. На 2 март 1769 г. в театър Fransche Comedie в Хага е представена опера-буф, холандска адаптация на скандалния ѝ роман „Le Noble“, озаглавена De Deugd is den Adel waerdig (Vertu vaut bien noblesse) – единствената ѝ сценична творба, изпълнена през живота ѝ. Както либретото, така и музиката се смятат за изгубени. Тя изпраща либретото на Les Phéniciennes на Моцарт в Залцбург, докато той живее във Виена, с надеждата, че ще напише музика към него, но отговор не е известно дали е получила.

### Избрани произведения
- Le Noble, притча, 1763
- Lettres neuchâteloises, романс, 1784
- Lettres de Mistriss Henley publiées par son amie, 1784
- Lettres écrites de Lausanne, романс, 1785
- Caliste ou continuation de Lettres écrites de Lausanne, 1787
- Bien-né. Nouvelles et anecdotes. Apologie de la flatterie, 1788
- Courte réplique à l'auteur d'une longue réponse; par Mme la Baronne de ... 1789
- Plainte et défense de Thérese Levasseur, 1789
- Lettre à M. Necker sur son administration, écrite par lui-même, 1791
- L’émigré, comédie en trois actes, 1793
- Lettres trouvées dans des portefeuilles d’émigrés, 1793
- Trois femmes, романс, Лайпциг, 1795 (германско издание); Лондон, 1796 (френско издание). La Suite des Trois femmes n'a été éditée qu'en 1981 dans les Œuvres complètes de la romancière (том II, 1798 – 1806, Г. А. ван Орсхот, Амстердам, 1981).
- Honorine d’Userche: nouvelle de l’Abbé de La Tour, 1795
- Sainte Anne, 1799
- Sir Walter Finch et son fils William, 1806 (посмъртно издание)

### Издания
- Œuvres complètes, édition critique par J-D. Candaux, C.P. Courtney, P. Dubois, S. Dubois-de Bruyn, P. Thompson, J. Vercruysse, D.M. Wood. Amsterdam, G.A. van Oorschot, 1979-1984. 10 tomes. Tomes 1-6, Correspondance ; tome 7, Théâtre ; tomes 8-9, Romans, Contes et Nouvelles ; tome 10, Essais, Vers, Musique. ISBN 9789028205000
- Correspondances et textes inédits, Guillemette Samson, J-D. Candaux, J. Vercruysse et D. Wood, Paris, Honoré Champion, 2006, ISBN 978-2-7453-1310-2